# Dyskografia Game’a
Dyskografia amerykańskiego rapera Game’a, zawiera dokonania solowe, w tym albumy i single. Ponadto artykuł zawiera listę występów gościnnych oraz teledysków.
Debiutancki album pt. The Documentary został wydany w styczniu 2005 roku i był promowany pięcioma singlami, w tym dwoma, które były notowane w top 5 listy przebojów Hot 100: „How We Do“ oraz „Hate It or Love It“. Oba z gościnnym udziałem 50 Centa osiągnęły sukces na świecie. Album zadebiutował na szczycie listy sprzedaży Billboard 200 w Stanach Zjednoczonych i sprzedał się w ilości ponad 2 500 000 egzemplarzy oraz został zatwierdzony jako podwójna platyna przez zrzeszenie amerykańskich wydawców muzyki Recording Industry Association of America, w skrócie RIAA.

## Albumy

### Studyjne
| Tytuł                                      | Dane dot. albumu                                                                                            | Najwyższa pozycja | Najwyższa pozycja | Najwyższa pozycja | Najwyższa pozycja | Najwyższa pozycja | Najwyższa pozycja | Najwyższa pozycja | Najwyższa pozycja | Najwyższa pozycja | Najwyższa pozycja | Status                                                                                         | Sprzedaż                     |
| Tytuł                                      | Dane dot. albumu                                                                                            | US                | AUS               | CAN               | FRA               | GER               | IRL               | NZL               | NOR               | SWI               | UK                | Status                                                                                         | Sprzedaż                     |
| ------------------------------------------ | --- | ----------------- | ----------------- | ----------------- | ----------------- | ----------------- | ----------------- | ----------------- | ----------------- | ----------------- | ----------------- | ---------------------------------------------------------------------------------------------- | ---------------------------- |
| The Documentary                            | - Data wydania: 18 stycznia, 2005 - Wytwórnia: Aftermath, G-Unit, Interscope - Format: CD, digital download | 1                 | 42                | 1                 | 7                 | 11                | 6                 | 3                 | 11                | 8                 | 7                 | - ARIAA: złoto - MC: platyna - IRMA: platyna - RMNZ: platyna - BPI: platyna - RIAA: 2x platyna | - Świat: 5 mln - US: 2,5 mln |
| Doctor’s Advocate                          | - Data wydania: 14 listopada, 2006 - Wytwórnia: Geffen - Format: CD, digital download                       | 1                 | 28                | 2                 | 27                | 29                | 8                 | 15                | 24                | 15                | 21                | - RMNZ: złoto - BPI: złoto                                                                     | - Świat: 4 mln - US: 969 000 |
| L.A.X.                                     | - Data wydania: 26 sierpnia, 2008 - Wytwórnia: Geffen - Format: CD, digital download                        | 2                 | 12                | 2                 | 19                | 33                | 8                 | 11                | 18                | 8                 | 9                 | - BPI: srebro                                                                                  | - US: 660 100                |
| The R.E.D. Album                           | - Data wydania: 23 sierpnia, 2011 - Wytwórnia: Aftermath, Interscope - Format: CD, digital download         | 1                 | 12                | 2                 | 30                | –                 | 7                 | 19                | 27                | 7                 | 14                |                                                                                                | - US: 206 000                |
| Jesus Piece                                | - Data wydania: 11 grudnia 2012 - Wytwórnia: DGC, Interscope - Format: CD, digital download                 | 6                 | 1                 | 1                 | –                 | 16                | –                 | –                 | –                 | –                 | 76                |                                                                                                | - US: 146 000                |
| The Documentary 2                          | - Data wydania: 9 października 2015 - Wytwórnia: Blood Money, eOne - Format: CD, digital download           | 2                 | 1                 | 1                 | –                 | 3                 | 22                | 10                | 5                 | 9                 | 4                 |                                                                                                | * US: 201 000                |
| The Documentary 2.5                        | - Data wydania: 16 października 2015 - Wytwórnia: Blood Money, eOne - Format: CD, digital download          | 6                 | 2                 | 2                 | –                 | 8                 | 45                | 32                | 24                | 20                | 23                |                                                                                                | * US: 201 000                |
| „–” oznacza, że pozycja nie była notowana. | |                   |                   |                   |                   |                   |                   |                   |                   |                   |                   |                                                                                                |                              |

### Niezależne
| Rok  | Tytuł                                                                                | Najwyższa pozycja | Najwyższa pozycja | Najwyższa pozycja |
| Rok  | Tytuł                                                                                | U.S.              | U.S. R&B          | U.S. Ind          |
| ---- | ------------------------------------------------------------------------------------ | ----------------- | ----------------- | ----------------- |
| 2002 | Westside Story - Wydany: 28 września, 2002 - Wytwórnia: Aftermath                    | —                 | —                 | —                 |
| 2003 | Untold Story - Wydany: 5 października, 2003 - Wytwórnia: FastLife Music/Get Low      | 146               | 29                | 27                |
| 2004 | West Coast Resurrection - Wydany: 29 marca, 2004 - Wytwórnia: FastLife Music/Get Low | 53                | 24                | 2                 |
| 2004 | Untold Story, Vol. 2 - Wydany: 26 lipca, 2004 - Wytwórnia: FastLife Music/Get Low    | 61                | 29                | 7                 |
| 2006 | G.A.M.E. - Wydany: 21 marca, 2006 - Wytwórnia: FastLife Music/Get Low                | 151               | 31                | 14                |
| 2007 | Born In the Bay - Wydany: 26 czerwca, 2007 - Wytwórnia: Get Low Digital              | —                 | —                 | —                 |

### Kompilacje
| Blood Moon: Year of the Wolf (oraz Blood Money) | - Data wydania: 14 października 2014 - Wytwórnia: Blood Money, eOne - Format: CD, digital download | 7 | 27 | 8 | 47 | – | – | 36 | 60 | - US: 80 000 - CAN: 3 600 |  |
| „—” oznacza, że pozycja nie była notowana.      | |   |    |   |    |   |   |    |    |                           |  |

### Mixtape’y
- You Know What It Is Vol.1
  - Data wydania: 2003
  - Wytwórnia: The Black Wall Street

- You Know What It Is Vol.2
  - Data wydania: 2004
  - Wytwórnia: The Black Wall Street

- You Know What It Is Vol.3
  - Data wydania: 2005
  - Wytwórnia: The Black Wall Street

- Ghost Unit
  - Data wydania: 2005
  - Wytwórnia: The Black Wall Street

- Stop Snitchin, Stop Lyin
  - Data wydania: 2006
  - Wytwórnia: The Black Wall Street

- The Re-Advocate
  - Data wydania: 2006
  - Wytwórnia: The Black Wall Street

- The Black Wall Street Journal Vol.1
  - Data wydania: 2006
  - Wytwórnia: The Black Wall Street

- You Know What It Is Vol.4:Murda Game Chronicles
  - Data wydania: 2006
  - Wytwórnia: The Black Wall Street

- LAX Airport Closure
  - Data wydania: 2009

- The R.E.D. Room
  - Data wydania: 26 kwietnia 2010

- Brake Lights
  - Data wydania: 3 sierpnia 2010

- Purp & Patron
  - Data wydania: 24 stycznia 2011
  - Wytwórnia: Aftermath

- Purp & Patron: The Hangover
  - Data wydania: 31 stycznia 2011
  - Wytwórnia: Aftermath

- Hood Morning (No Typo): Candy Coronas
  - Data wydania: 31 sierpnia 2011
  - Wytwórnia: The Black Wall Street

- California Republic
  - Data wydania: 5 kwietnia 2012
  - Wytwórnia: The Black Wall Street

## Single

### Solowe
| Tytuł                                                                                   | Rok  | Najwyższa pozycja | Najwyższa pozycja | Najwyższa pozycja | Najwyższa pozycja | Najwyższa pozycja | Najwyższa pozycja | Najwyższa pozycja | Najwyższa pozycja | Najwyższa pozycja | Najwyższa pozycja | Certyfikacje | Album             |
| Tytuł                                                                                   | Rok  | US                | US R&B            | US Rap            | AUS               | CAN               | GER               | IRL               | NZL               | SWI               | UK                | Certyfikacje | Album             |
| --------------------------------------------------------------------------------------- | ---- | ----------------- | ----------------- | ----------------- | ----------------- | ----------------- | ----------------- | ----------------- | ----------------- | ----------------- | ----------------- | ------------ | ----------------- |
| „Westside Story” (featuring 50 Cent)                                                    | 2004 | 93                | 55                | –                 | –                 | –                 | –                 | –                 | –                 | –                 | –                 | –            | The Documentary   |
| „How We Do” (featuring 50 Cent)                                                         | 2004 | 4                 | 2                 | 2                 | 24                | –                 | 9                 | 8                 | 4                 | 8                 | 5                 | - US: złoto  | The Documentary   |
| „Hate It or Love It” (featuring 50 Cent)                                                | 2005 | 2                 | 1                 | 1                 | 21                | –                 | 14                | 5                 | 3                 | 12                | 4                 | - US: złoto  | The Documentary   |
| „Dreams”                                                                                | 2005 | 32                | 12                | 5                 | 42                | –                 | 71                | 11                | 35                | 40                | 8                 | –            | The Documentary   |
| „Put You on the Game”                                                                   | 2005 | –                 | 96                | –                 | –                 | –                 | –                 | 22                | –                 | –                 | 46                | –            | The Documentary   |
| „It’s Okay (One Blood)” (featuring Junior Reid)                                         | 2006 | 71                | 33                | 16                | –                 | –                 | 41                | 16                | 25                | –                 | 26                | –            | Doctor’s Advocate |
| „Let’s Ride”                                                                            | 2006 | 46                | 55                | 14                | –                 | –                 | 74                | 36                | 17                | 79                | 42                | –            | Doctor’s Advocate |
| „Wouldn’t Get Far” (featuring Kanye West)                                               | 2007 | 64                | 26                | 11                | –                 | –                 | –                 | –                 | –                 | –                 | –                 | –            | Doctor’s Advocate |
| „Game’s Pain” (featuring Keyshia Cole)                                                  | 2008 | 75                | 20                | 9                 | –                 | 94                | –                 | –                 | –                 | –                 | –                 | –            | L.A.X.            |
| „Dope Boys” (featuring Travis Barker)                                                   | 2008 | –                 | 111               | –                 | –                 | –                 | –                 | –                 | –                 | –                 | –                 | –            | L.A.X.            |
| „My Life” (featuring Lil Wayne)                                                         | 2008 | 21                | 15                | 4                 | –                 | 42                | –                 | 36                | –                 | 49                | 34                | –            | L.A.X.            |
| „Camera Phone” (featuring Ne-Yo)                                                        | 2008 | –                 | –                 | –                 | –                 | –                 | –                 | –                 | –                 | –                 | 48                | –            | L.A.X.            |
| „Red Nation” (featuring Lil Wayne)                                                      | 2011 | 62                | 122               | –                 | –                 | –                 | –                 | –                 | –                 | –                 | –                 | –            | The R.E.D. Album  |
| „Pot of Gold” (featuring Chris Brown)                                                   | 2011 | –                 | 64                | –                 | –                 | –                 | –                 | –                 | –                 | –                 | 58                | –            | The R.E.D. Album  |
| „Martians vs. Goblins” (featuring Lil Wayne & Tyler, the Creator)                       | 2011 | 100               | –                 | –                 | –                 | –                 | –                 | –                 | –                 | –                 | –                 | –            | The R.E.D. Album  |
| „–” oznacza, że pozycja nie była notowana, bądź singel nie został wydany w danym kraju. |      |                   |                   |                   |                   |                   |                   |                   |                   |                   |                   |              |                   |

### Gościnnie
| Tytuł | Rok  | Najwyższa pozycja | Najwyższa pozycja | Najwyższa pozycja | Najwyższa pozycja | Najwyższa pozycja | Najwyższa pozycja | Najwyższa pozycja | Najwyższa pozycja | Najwyższa pozycja | Najwyższa pozycja | Certyfikacje                                                                                       | Album                 |
| Tytuł | Rok  | US                | US R&B            | US Rap            | AUS               | CAN               | GER               | IRL               | NZL               | SWI               | UK                | Certyfikacje                                                                                       | Album                 |
| --- | ---- | ----------------- | ----------------- | ----------------- | ----------------- | ----------------- | ----------------- | ----------------- | ----------------- | ----------------- | ----------------- | -------------------------------------------------------------------------------------------------- | --------------------- |
| „Certified Gangstas (Remix)” (Jim Jones feat. Cam’ron & Game) | 2004 | –                 | 80                | –                 | –                 | –                 | –                 | –                 | –                 | –                 | –                 | –                                                                                                  | On My Way to Church   |
| „MJB da MVP (Remix)” (Mary J. Blige featuring Game & 50 Cent) | 2005 | 75                | 19                | –                 | –                 | –                 | –                 | 49                | –                 | –                 | 33                | –                                                                                                  | The Breakthrough      |
| „Playa’s Only” (R. Kelly featuring Game) | 2005 | 65                | 36                | –                 | –                 | –                 | 35                | 31                | 22                | 28                | 33                | –                                                                                                  | TP.3 Reloaded         |
| „A Bay Bay (The Ratchet Remix)” (Hurricane Chris featuring Game, Lil Boosie, Birdman, E-40, Angie Locc & Jadakiss)                                                       | 2007 | 7                 | 12                | 3                 | –                 | –                 | –                 | –                 | 3                 | –                 | –                 | - US: 2× platyna                                                                                   | 51/50 Ratchet         |
| „Mercy (Remix)” (Duffy featuring Game) | 2008 | 27                | –                 | –                 | 26                | 11                | 1                 | 1                 | 4                 | 1                 | 1                 | - AUS: platyna - AUS: złoto - BEL: złoto - DEN: 2× platyna - NZL: złoto - SWI: złoto - US: platyna | Rockferry             |
| „Make the World Go Round” (Nas featuring Chris Brown & Game) | 2008 | –                 | 122               | –                 | –                 | –                 | –                 | –                 | –                 | –                 | –                 | –                                                                                                  | Untitled              |
| „The Future” (Joe Budden featuring Game & Dominic) | 2008 | –                 | –                 | –                 | –                 | –                 | –                 | –                 | –                 | –                 | –                 | –                                                                                                  | Padded Room           |
| „Trunk Music” (Strong Arm Steady featuring Game) | 2011 | –                 | –                 | –                 | –                 | –                 | –                 | –                 | –                 | –                 | –                 | –                                                                                                  | Arms & Hammers        |
| „Caillra For Life” (La Fouine featuring Game) | 2011 | –                 | –                 | –                 | –                 | –                 | –                 | –                 | –                 | –                 | –                 | –                                                                                                  | La Fouine vs Laouni   |
| „Can a Drummer Get Some?” (Travis Barker featuring Swizz Beatz, Game, Lil Wayne & Rick Ross)                                                                             | 2011 | –                 | –                 | –                 | –                 | –                 | –                 | –                 | –                 | –                 | –                 | –                                                                                                  | Give the Drummer Some |
| „Welcome to My Hood (Remix)” (DJ Khaled featuring Ludacris, T-Pain, Busta Rhymes, Mavado, Twista, Birdman, Ace Hood, Fat Joe, Jadakiss, Bun B, Game & Waka Flocka Flame) | 2011 | –                 | –                 | –                 | –                 | –                 | –                 | –                 | –                 | –                 | –                 | –                                                                                                  | bez albumu            |
| „–” oznacza, że pozycja nie była notowana, bądź singel nie został wydany w danym kraju.                                                                                  |      |                   |                   |                   |                   |                   |                   |                   |                   |                   |                   | |                       |

### Inne notowane utwory
| „Higher” | 2005 | 108 | 47 | The Documentary |
| „Touchdown” (featuring Raheem DeVaughn)                                                                               | 2008 | 57  | –  | L.A.X.          |
| „Better on the Other Side” (featuring Chris Brown, Diddy, DJ Khalil, Polow da Don, Mario Winans, Usher & Boyz II Men) | 2009 | 113 | –  | bez albumu      |
| „–” oznacza, że pozycja nie była notowana, bądź singel nie został wydany w danym kraju.                               |      |     |    |                 |

## Występy gościnne
| Rok                               | Utwór                                                               | Wykonawcy                                                                               | Album                                                   |
| --------------------------------- | ------------------------------------------------------------------- | --------------------------------------------------------------------------------------- | ------------------------------------------------------- |
| 2002                              | „Freestyle”                                                         | DJ Green Lantern, Joe Beast                                                             | Invasion!!                                              |
| 2002                              | „Timez Up”                                                          | Young Noble                                                                             | Noble Justice                                           |
| 2004                              | „Stunt 187”                                                         | DJ Green Lantern, Mr. Porter, Lil’ Flip, Young Zee                                      | Invasion Part 3: Countdown to Armageddon                |
| 2004                              | „Game Over (Flip)” (remix)                                          | Lil’ Flip, Snoop Dogg                                                                   | U Gotta Feel Me                                         |
| 2004                              | „When the Chips Are Down”                                           | Lloyd Banks                                                                             | The Hunger for More                                     |
| 2004                              | „Dead Bodies”                                                       | The Alchemist, Prodigy                                                                  | 1st Infantry                                            |
| 2004                              | „Stomp”                                                             | Young Buck, Ludacris                                                                    | Straight Outta Cashville                                |
| 2005                              | „Southside”                                                         | Lil Scrappy                                                                             | Coach Carter                                            |
| 2005                              | „Hate It or Love It (G-Unit remix)”                                 | 50 Cent, Lloyd Banks, Young Buck, Tony Yayo                                             | The Massacre                                            |
| 2005                              | „Can’t forget”                                                      | Imajin                                                                                  | Niewydany                                               |
| 2005                              | „Bottom Line”                                                       | Stat Quo                                                                                | Street Status                                           |
| 2005                              | „Playa's Only”                                                      | R. Kelly                                                                                | TP.3 Reloaded                                           |
| 2005                              | „Crack Music”                                                       | Kanye West                                                                              | Late Registration                                       |
| 2005                              | „Get Up”                                                            | DJ Quik, AMG                                                                            | Trauma                                                  |
| 2005                              | „Quiet”                                                             | Lil’ Kim                                                                                | The Naked Truth                                         |
| 2005                              | „No Mercy”                                                          | Cuban Link                                                                              | Chain Reaction                                          |
| 2005                              | „With You”                                                          | Jamie Foxx, Snoop Dogg                                                                  | Unpredictable                                           |
| 2005                              | „1970 Somethin'”                                                    | The Notorious B.I.G., Faith Evans                                                       | Duets: The Final Chapter                                |
| 2006                              | „I’m wit It”                                                        | Too Short                                                                               | Pimpin’ Incorporated                                    |
| 2006                              | „Smell Like Dat”                                                    | Cyssero                                                                                 | Philly's Bad Guy                                        |
| 2006                              | „1-800-Homicide”                                                    | Hi-Tek, Dion                                                                            | Hi-Teknology 2: The Chip                                |
| 2006                              | „Push It (remix)”                                                   | Rick Ross, Bun B, Jadakiss, Styles P                                                    | Port of Miami                                           |
| 2006                              | „Chevy Ridin’ High (Remix)”                                         | Pusha-T, Rick Ross, Fat Joe, Dirtbag, Dre                                               | N/A                                                     |
| 2006                              | „Never Snitch”                                                      | Scarface, Beanie Sigel                                                                  | My Homies Part 2                                        |
| 2006                              | „Stars Are Born”                                                    | Busta Rhymes, Redman                                                                    | The Big Bang (Leftovers)                                |
| 2006                              | „Die Too Soon”                                                      | Busta Rhymes, DJ Quick                                                                  | The Big Bang (Leftovers)                                |
| 2006                              | „Breathe and Stop”                                                  | Fat Joe                                                                                 | Me, Myself & I                                          |
| 2006                              | „On Bail”                                                           | Xzibit, Daz Dillinger, T-Pain                                                           | Full Circle                                             |
| 2006                              | „Gangbangn' 101”                                                    | Snoop Dogg                                                                              | Tha Blue Carpet Treatment                               |
| 2006                              | „Ghetto Dayz”                                                       | Tyrese, Kurupt                                                                          | Alter Ego                                               |
| 2006                              | „A Week Ago (Part 1)”                                               | DJ Clue, Mario Winans                                                                   | The Professional, Pt. 3                                 |
| 2006                              | „A Week Ago (Part 2)”                                               | DJ Clue, Mario Winans                                                                   | The Professional, Pt. 3                                 |
| 2006                              | „Hustlers”                                                          | Nas, Marsha Ambrosius                                                                   | Hip Hop Is Dead                                         |
| 2006                              | „Ridin’ (West Coast remix)”                                         | Chamillionaire, DJ Quik                                                                 | The Sound of Revenge                                    |
| 2006                              | „Love Dem Hoe's”                                                    | Pitbull, Tego Calderón                                                                  | Unleashed Vol. 5                                        |
| 2007                              | „Fire In Ya Eyes”                                                   | Cyssero                                                                                 | Protege of the Game                                     |
| 2007                              | „Throw Some D's (remix)”                                            | Rich Boy, Lil’ Jon, Andre 3000, Jim Jones, Nelly, Murphy Lee                            | Rich Boy                                                |
| 2007                              | „Anybody Killa”                                                     | Tha Dogg Pound                                                                          | Dogg Chit                                               |
| 2007                              | „Aim For The Head”                                                  | Cassidy, Swizz Beatz                                                                    | Nieznany                                                |
| 2007                              | „A Bay Bay (The Ratchet remix)”                                     | Hurricane Chris                                                                         | 51/50 Ratchet                                           |
| 2007                              | „Streets”                                                           | Bone Thugs-n-Harmony, will.i.am                                                         | Strength & Loyalty                                      |
| 2007                              | „I’m from the Ghetto”                                               | DJ Khaled, Jadakiss, Trick Daddy, Dre                                                   | We the Best                                             |
| 2007                              | „West Coast Voodoo”                                                 | WC                                                                                      | Guilty by Affiliation                                   |
| 2007                              | „Colors” (remix)                                                    | Sean Kingston, Rick Ross                                                                | Sean Kingston                                           |
| 2007                              | „Cut Throat”                                                        | Yung Joc, Jim Jones, Block                                                              | Hustlenomics                                            |
| 2007                              | „I Might Be”                                                        | Gucci Mane                                                                              | Back to the Trap House                                  |
| 2007                              | „Like Money (remix)”                                                | Three 6 Mafia                                                                           | Last 2 Walk                                             |
| 2007                              | „I Got That”                                                        | Mýa                                                                                     | Liberation                                              |
| 2007                              | „Nice”                                                              | Chris Brown                                                                             | Exclusive                                               |
| 2008                              | „Scorpion Sting „                                                   | Eve                                                                                     | Here I Am                                               |
| 2008                              | „Gangsta Music”                                                     | Omar Cruz                                                                               | Sign of the Cruz                                        |
| 2008                              | „Last Night (Dirty South remix)”                                    | P. Diddy, Yung Joc, Big Boi, Rich Boy, Keyshia Cole                                     | We Invented the Remix Vol. 2                            |
| 2008                              | „They Sayin”                                                        | Nu Jerzey Devil, Stacks                                                                 | Nieznany                                                |
| 2008                              | „Love Me No More (remix)”                                           | Jim Jones                                                                               | Harlem's American Gangster                              |
| 2008                              | „Self Construction”                                                 | KRS-One, Nelly, Busta Rhymes, Talib Kweli, Redman, Styles P, Method Man                 | Stop the Violence                                       |
| 2008                              | „Think We Got a Problem”                                            | Sheek Louch, Bun B                                                                      | Silverback Gorilla                                      |
| 2008                              | „Where You At”                                                      | Ray J                                                                                   | All I Feel                                              |
| 2008                              | „Don't Touch Me (Throw Da Water On 'Em)” (remix)                    | Busta Rhymes, Reek Da Villian, Spliff Star, Lil Wayne, Nas, Big Daddy Kane              | Don't Touch Me (Throw da Water on 'em)                  |
| 2008                              | „You Ain’t Sayin’ Nothin’” (remix)                                  | Fat Joe, Lil’ Wayne                                                                     | The Elephant in the Room                                |
| 2008                              | „They Roll”                                                         | Nipsey Hussle                                                                           | Nieznany                                                |
| 2008                              | „Gifts (Remix)”                                                     | Ray J, Lil Wayne, Shorty Mack                                                           | All I Feel                                              |
| 2008                              | „Make The World Go Round”                                           | Nas, Chris Brown                                                                        | Untitled                                                |
| 2008                              | „Mercy” (remix)                                                     | Duffy                                                                                   | Rockferry                                               |
| 2008                              | „Get Use to It”                                                     | Ice Cube, WC                                                                            | Raw Footage                                             |
| 2008                              | „In Da Club”                                                        | Clyde Carson, Sean Kingston                                                             | Theater Music                                           |
| 2008                              | „Girls Around the World” (remix)                                    | Lloyd, T.I., Yung Joc, Rick Ross, Ace Hood, Young Dro, Pitbull, Busta Rhymes, DJ Khaled | Lessons in Love                                         |
| 2008                              | „Tonight”                                                           | Clyde Carson                                                                            | Theater Music                                           |
| 2008                              | „Red Light”                                                         | DJ Khaled                                                                               | We Global                                               |
| 2008                              | „Call Up the Homies”                                                | Ludacris                                                                                | Theater of the Mind                                     |
| 2008                              | „Pain No More”                                                      | E-40, Snoop Dogg                                                                        | The Ball Street Journal                                 |
| 2008                              | „Fight Song (Remix)”                                                | Good Charlotte                                                                          | Greatest Remixes                                        |
| 2008                              | „Right Here (Departed) (Remix)”                                     | Brandy                                                                                  | Human                                                   |
| 2008                              | „Stop”                                                              | DJ Pharris, Rick Ross, Sly Polaroid, DJ Khaled                                          | Hood Music                                              |
| 2008                              | „Everywhere I Go”                                                   | Self Scientific, Talib Kweli                                                            | Nieznany                                                |
| 2008                              | „The Future”                                                        | Joe Budden                                                                              | Padded Room                                             |
| 2008                              | „Red Magic”                                                         | Lil Wayne                                                                               | The Drought is Over pt.6                                |
| 2008                              | „Murdah”                                                            | Marsha Ambrosius                                                                        | Don Cannon Presents: Yours Truly                        |
| 2009                              | „Killas”                                                            | Lil Jon, Ice Cube                                                                       | Crunk Rock                                              |
| „All My Life (Remix)”             | Jay Rock, Gorilla Zoe, Busta Rhymes                                 | Follow Me Home                                                                          |                                                         |
| „Creepin' (Solo)”                 | Chamillionaire, Ludacris                                            | Venom                                                                                   |                                                         |
| „No Love”                         | Twista                                                              | Category F5                                                                             |                                                         |
| „Follow Me Home”                  | Jay Rock                                                            | Follow Me Home                                                                          |                                                         |
| „Watch How You Talk”              | Busta Rhymes, Raekwon, Uncle Murda                                  | Nieznany                                                                                |                                                         |
| „Mafia Music (Remix)”             | Rick Ross, Ja Rule, Fat Joe                                         | Deeper Than Rap                                                                         |                                                         |
| „Flash Back Memories”             | Raekwon                                                             | Blood On Chef's Apron                                                                   |                                                         |
| „Hate”                            | Young Buck                                                          | Unknown                                                                                 |                                                         |
| „California Dreams”               | Tha Vill, Ya Boy                                                    | Nieznany                                                                                |                                                         |
| „Three of the Best From the West” | Mr. Capone-E, Snoop Dogg                                            | Diary of a G                                                                            |                                                         |
| „We Stand Alone”                  | Nu Jerzey Devil                                                     | Mr. Red Karpet                                                                          |                                                         |
| „Trunk Music”                     | Strong Arm Steady                                                   | Arms & Hammers                                                                          |                                                         |
| „Gangsta Shit”                    | Triple C’s                                                          | Custom Cars & Cycles                                                                    |                                                         |
| „Buy You A Round (Remix)”         | Verse Simmonds, Jim Jones, Jermaine Dupri, OJ Da Juiceman, Juvenile | Nieznany                                                                                |                                                         |
| „Wait”                            | Chris Brown, Trey Songz                                             | Graffiti                                                                                |                                                         |
| „Diamonds”                        | Robin Thicke                                                        | Sex Therapy                                                                             |                                                         |
| „Git Ghetto”                      | Kenny Knox, Marley Marl                                             | Nieznany                                                                                |                                                         |
| „Nou La”                          | Wyclef Jean                                                         | Wyclef Jean                                                                             |                                                         |
| 2010                              | „Reunion”                                                           | Mars                                                                                    | Nieznany                                                |
| 2010                              | „Certified Gangstas Pt. 2”                                          | Jim Jones, Mel Matrix & Sen City                                                        | The Ghost Of Rich Porter                                |
| 2010                              | „You Mite Get Shot”                                                 | Mike Nitty                                                                              | Nieznany                                                |
| 2010                              | „West Up”                                                           | Stacee Adamz                                                                            | Nieznany                                                |
| 2010                              | „I Am The Streetz”                                                  | Trae, Rick Ross & Lloyd                                                                 | Tha Truth                                               |
| 2010                              | „Still My Nigga”                                                    | Killer Mike, Ludacris                                                                   | I Pledge Allegiance to the Grind III                    |
| 2010                              | „I Am Bitches”                                                      | Paypa, Jim Jones                                                                        | Nieznany                                                |
| 2010                              | „About Me (Original)”                                               | Raekwon                                                                                 | Only Built 4 Cuban Linx... Pt. II (Gold Deluxe Edition) |
| 2010                              | „The Blues”                                                         | Young Buck                                                                              | Back On My Buckshit 2                                   |
| 2010                              | „City Of Angels”                                                    | David Cash, Asia-h Epperson                                                             | Nieznany                                                |
| 2010                              | „Kush (Remix)”                                                      | Dr. Dre, Snoop Dogg, Akon                                                               | Detox                                                   |
| 2010                              | „Drink The Night Away”                                              | Tyga, Maino                                                                             | Black Thoughts 2                                        |
| 2010                              | „Purp & Yellow”                                                     | The LA Leakers, Wiz Khalifa, Kendrick Lamar, Thurzday, Snoop Dogg, YG & Joe Moses       | Nieznany                                                |
| 2010                              | „Caillera for Life”                                                 | La Fouine                                                                               | La Fouine vs. Laouni                                    |
| 2014                              | „Connected”                                                         | Popek                                                                                   | Monster 2                                               |

## Teledysk
| Rok  | Tytuł                       | Reżyser            |
| ---- | --------------------------- | ------------------ |
| 2004 | „How We Do”                 | Hype Williams      |
| 2005 | „Hate It or Love It”        | The Saline Project |
| 2005 | „Dreams”                    | Phillip Atwell     |
| 2005 | „Put You on the Game”       | Damon Johnson      |
| 2006 | „It's Okay (One Blood)”     | Jonathan Mannion   |
| 2006 | „Let’s Ride”                | Little X           |
| 2007 | „Wouldn't Get Far”          | Bryan Barber       |
| 2008 | „911 is a joke (Cop killa)” |                    |
| 2008 | „Game’s Pain”               | RAGE               |
| 2008 | „Dope Boys”                 | Matt Alonzo        |
| 2008 | „My Life”                   | Bryan Barber       |
| 2008 | „Camera Phone”              | Kevin Connolly     |
| 2011 | „Red Nation”                | Parris             |
| 2011 | „Pot of Gold”               | Bryan Barber       |
| 2011 | „Martians vs. Goblins”      | Matt Alonzo        |
| 2012 | „The City”                  | Matt Alonzo        |
| 2012 | „Celebration”               | Matt Alonzo        |